# شهرستان تبن
ناحیهٔ تبن (به عربی: مدیریة تبن) یک ناحیه در یمن است که در استان لحج واقع شده‌است.

## خصوصیات
ناحیهٔ تبن ۸۳٬۴۴۴ نفر جمعیت دارد.